# Jeffrey Carroll
Jeffrey Dean Carroll (Alexandria, Virginia, 6 de noviembre de 1994) es un baloncestista estadounidense que pertenece a la plantilla del Helsinki Seagulls de la Korisliiga. Con 1,98 metros de estatura, juega en la posición de alero.

## Trayectoria deportiva

### Universidad
Jugó cuatro temporadas con los Cowboys de la Universidad Estatal de Oklahoma, en las que promedió 12,0 puntos, 4,9 rebotes y 1,1 asistencias por partido. En 2017 fue incluido en el segundo mejor quinteto de la Big 12 Conference mientras que al año siguiente lo fue en el tercero.

### Profesional
Tras no ser elegido en el Draft de la NBA de 2018, jugó las Ligas de Verano de la NBA con Los Angeles Lakers, donde en nueve partidos promedió 5,0 puntos y 2,4 rebotes. El 19 de julio firmó contrato con los Lakers, aunque posteriormente fue asignado a su filial en la G League, los South Bay Lakers.
En la temporada 2019-20 se marcha a Italia para jugar en las filas del Bergamo Basket 2014 del Lega Due Gold, en la que promedia 17.9 puntos y 6.2 rebotes por partido.
En mayo de 2020, firma con el De' Longhi Treviso de la Lega Basket Serie A italiana.
En la temporada 2022-23, firma por el Helsinki Seagulls de la Korisliiga.
El 23 de junio de 2023, firma por el USC Heidelberg de la Basketball Bundesliga.

### Redes sociales
- Jeffrey Carroll en X (antes Twitter)
- Jeffrey Carroll en Facebook
- Jeffrey Carroll en Instagram

- Datos: Q56242288
- Multimedia: Jeffrey Carroll / Q56242288